# Sant Gregori (la Cellera de Ter)
Sant Gregori és una muntanya de 1.091 metres que es troba entre els municipis de la Cellera de Ter i d'Osor, a la comarca de la Selva. És lleugerament més alta que el veí Puigdefrou, tot i que aquest darrer domina la vall de la Cellera de Ter. Al cim s'hi pot trobar un vèrtex geodèsic (referència 299098001). Prop del cim es troba la capella de Sant Gregori d'Osor, que data del segle XVII i fou restaurada el segle xx.